# Liste der Baudenkmäler in Stamsried

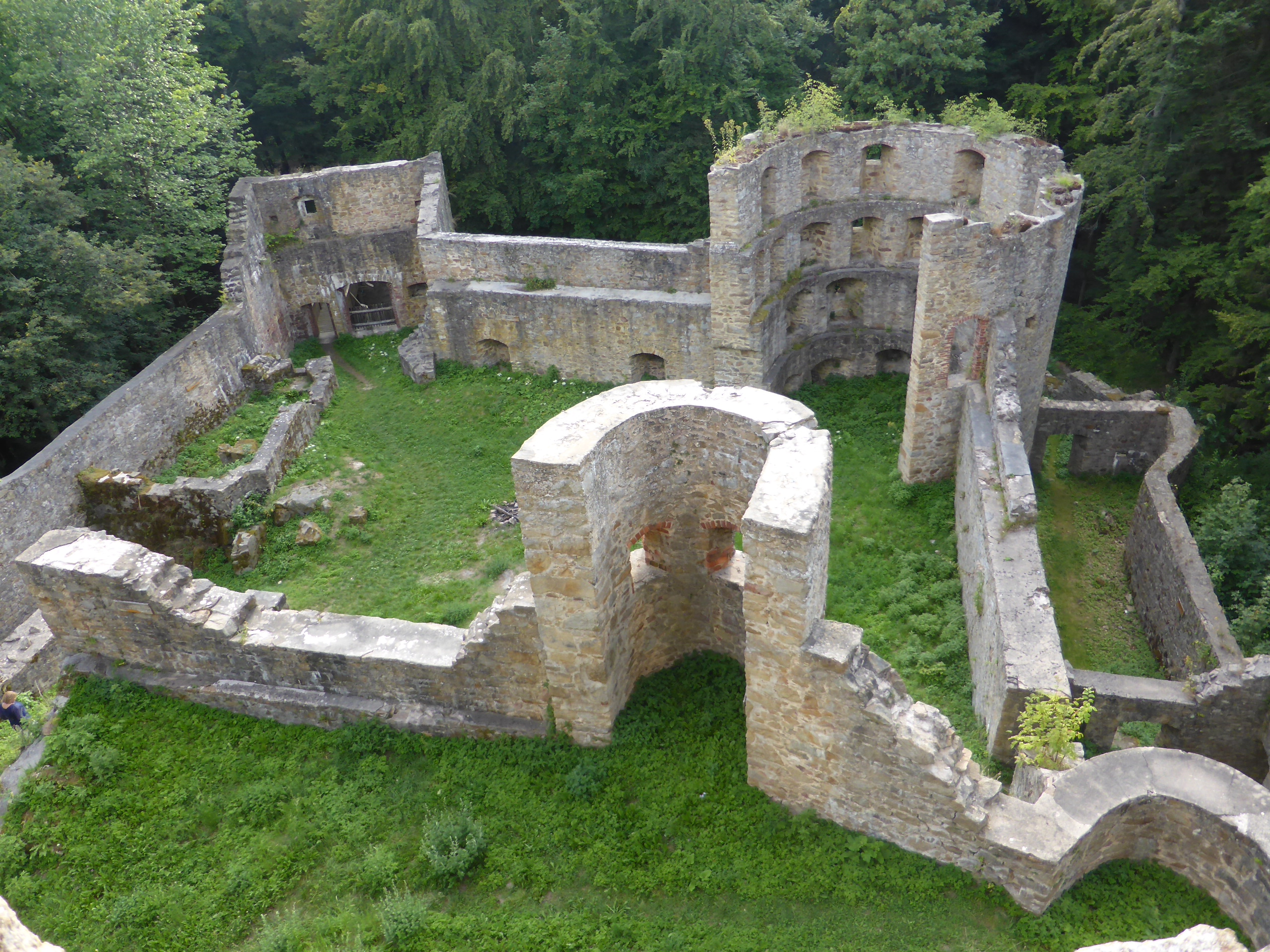
Burgruine Kürnberg

Auf dieser Seite sind die Baudenkmäler in dem Oberpfälzer Markt Stamsried zusammengestellt. Diese Tabelle ist eine Teilliste der Liste der Baudenkmäler in Bayern. Grundlage ist die Bayerische Denkmalliste, die auf Basis des Bayerischen Denkmalschutzgesetzes vom 1. Oktober 1973 erstmals erstellt wurde und seither durch das Bayerische Landesamt für Denkmalpflege geführt wird. Die folgenden Angaben ersetzen nicht die rechtsverbindliche Auskunft der Denkmalschutzbehörde.

## Baudenkmäler nach Ortsteilen

### Stamsried
| Lage                                              | Objekt                                       | Beschreibung | Akten-Nr.     | Bild           |
| ------------------------------------------------- | -------------------------------------------- | --- | ------------- | -------------- |
| Bernbachstraße 21; Nähe Bernbachstraße (Standort) | Grabstein der Familie Abel                   | dreiteiliges Sandsteinmonument, neugotisch, 2. Hälfte 19. Jh., 2011 hier wiederaufgestellt | D-3-72-161-23 | BW             |
| Gerhardingerstraße 4 (Standort)                   | Katholische Pfarrkirche St. Johannes Baptist | Saalbau mit Satteldach und eingezogenem Chor, Chorflankenturm mit Zwiebelhaube und Pilastergliederungen, spätbarock, 1719–22, Chor 1739; mit Ausstattung; Südliche Friedhofsmauer, Bruchsteinmauerwerk aus Granit und Sandstein, 18. Jahrhundert; Ehemalige Friedhofskapelle, jetzt Lourdeskapelle, giebelständiger Satteldachbau mit Putzgliederungen, im Kern 18. Jahrhundert | D-3-72-161-1  | weitere Bilder |
| Hildebrandstraße 6 (Standort)                     | Kalvarienbergkapelle                         | Giebelständiger und abgewalmter Satteldachbau mit eingezogener Apsis, Schweifgiebel, Dachreiter mit Zwiebelhaube und Putzgliederungen, neubarock, 1901/02 auf älterer Anlage; mit Ausstattung | D-3-72-161-7  | BW             |
| Marktplatz (Standort)                             | Mariensäule                                  | Maria auf Kompositsäule über Inschriftsockel, umgeben von Balustrade, an den vier Ecken lebensgroße Figuren der Hll. Johannes von Nepomuk, Johannes Evangelist, Sebastian und Florian, jeweils auf schrägen Sockeln, Granit, Attribute Gusseisen, spätbarock, 1729 | D-3-72-161-3  | Mariensäule    |
| Marktplatz (Standort)                             | Brunnen                                      | Achteckiges Becken mit Brunnenfigur des hl. Johannes von Nepomuk, Granit bezeichnet mit 1723 und 1920, Figur wohl 19. Jahrhundert | D-3-72-161-2  | BW             |
| Nähe Gerhardingerstraße (Standort)                | Wieskapelle                                  | Giebelständiger Satteldachbau mit Pilastergliederungen, um 1750; mit Ausstattung | D-3-72-161-6  | BW             |
| Pfarrer-Merkl-Straße 10 ()                        | Wohnhaus                                     | Zweigeschossiger und traufständiger Satteldachbau mit verschaltem Blockbau-Obergeschoss, 18. Jahrhundert | D-3-72-161-4  |                |
| Schloßstraße 16, Rötzer Straße 12 (Standort)      | Schloss                                      | Zweigeschossige Vierflügelanlage mit Walmdächern, Putzgliederungen und Flankenturm mit verschiefertem Kegeldach, 17. Jahrhundert über mittelalterlichem Kern; Steinbrücke, dreijochige Bogenbrücke, über den an der Nord- und Westseite erhaltenen Schlossgraben, Granitbruchstein, 17. Jahrhundert; Schlosspark mit Umfriedung durch Bruchsteinmauer, südlich mit Schlossauffahrt, südliche Hälfte des Nordteils modern gestaltet, nördliche Hälfte Landschaftsgarten mit Allee und Baumbestand, 17.–19. Jahrhundert | D-3-72-161-5  | weitere Bilder |

### Diebersried
| Lage                 | Objekt    | Beschreibung                                                       | Akten-Nr.    | Bild |
| -------------------- | --------- | ------------------------------------------------------------------ | ------------ | ---- |
| Kr CHA 31 (Standort) | Bildstock | Pfeiler mit rundbogigem Aufsatz und Bildnische, Granit, bez. 1839. | D-3-72-161-9 | BW   |

### Freundelsdorf
| Lage               | Objekt    | Beschreibung                                                                                               | Akten-Nr.     | Bild |
| ------------------ | --------- | --- | ------------- | ---- |
| St 2040 (Standort) | Bildstock | Pfeiler mit rundbogigem Aufsatz, Bildnische und Blumenornamentik, Granit, Biedermeier, bezeichnet mit 1838 | D-3-72-161-10 | BW   |

### Friedersried
| Lage                       | Objekt                                                          | Beschreibung | Akten-Nr.     | Bild                                                            |
| -------------------------- | --------------------------------------------------------------- | --- | ------------- | --------------------------------------------------------------- |
| Friedersried 17 (Standort) | Burgruine                                                       | Zugehörige Mauerreste der ehemaligen Burg, Granitquader und -bruchstein, frühes 12. Jahrhundert; überbaut durch Bauernhof | D-3-72-161-12 | BW                                                              |
| In Friedersried (Standort) | Katholische Filialkirche St. Matthäus, ursprünglich Burgkapelle | Traufständiger Saalbau mit eingezogenem Chor, Satteldach und Dachreiter, Granitquader, Langhaus romanisch, Anfang 13. Jahrhundert, Chor spätgotisch, 15. Jahrhundert, Langhausdecke und Dachreiter 18. Jahrhundert; mit Ausstattung | D-3-72-161-11 | Katholische Filialkirche St. Matthäus, ursprünglich Burgkapelle |

### Großenzenried
| Lage                            | Objekt                   | Beschreibung | Akten-Nr.     | Bild |
| ------------------------------- | ------------------------ | --- | ------------- | ---- |
| Großenzenried 18 1/2 (Standort) | Ehemaliges Wohnstallhaus | Zweigeschossiger und giebelständiger Halbwalmdachbau mit einseitiger Mansarde und Seitenschrot, 18. Jahrhundert                       | D-3-72-161-14 | BW   |
| Großenzenried 28 (Standort)     | Kapelle                  | Abgewalmter Satteldachbau mit eingezogener Apsis, Dachreiter und Putzgliederungen, frühes 19. Jahrhundert, Chor 1872; mit Ausstattung | D-3-72-161-13 | BW   |

### Hilpersried
| Lage                      | Objekt  | Beschreibung                                                    | Akten-Nr.     | Bild |
| ------------------------- | ------- | --------------------------------------------------------------- | ------------- | ---- |
| In Hilpersried (Standort) | Kapelle | Abgewalmter Satteldachbau mit Dachreiter, 1908; mit Ausstattung | D-3-72-161-16 | BW   |

### Kürnberg
| Lage                                            | Objekt             | Beschreibung | Akten-Nr.     | Bild           |
| ----------------------------------------------- | ------------------ | --- | ------------- | -------------- |
| Kürnberg 1 (Standort)                           | Feldkapelle        | Giebelständiger Satteldachbau mit Kranzprofil, Anfang 19. Jahrhundert | D-3-72-161-18 | BW             |
| Ruine Kürnberg; Kettenberg; Kürnberg (Standort) | Burgruine Kürnberg | Dreiteilige Anlage, Granit-Bruchsteinmauerwerk, errichtet ab 1354, 1634 zerstört; Innerster Burghof mit Umfassungsmauern und mehrgeschossigen Resten des Palas; Innerer Burghof mit Kapelle, Kammertor und zwei Mauertürmen; Äußerer Burghof (Vorburg) mit Torbau, viergeschossigem Batterieturm, Wirtschaftsgebäuden und gefüttertem Graben | D-3-72-161-17 | weitere Bilder |

### Stratwies
| Lage            | Objekt         | Beschreibung | Akten-Nr.     | Bild |
| --------------- | -------------- | --- | ------------- | ---- |
| In Stratwies () | Kapelle        | Giebelständiger und abgewalmter Satteldachbau mit Dachreiter, Zwiebelhaube und Schindeldeckung, Mitte 18. Jahrhundert; mit Ausstattung | D-3-72-161-20 |      |
| Stratwies 1 ()  | Getreidekasten | Blockbau mit Flachsatteldach und Seitenschrot, wohl frühes 19. Jahrhundert                                                             | D-3-72-161-21 |      |

### Thanried
| Lage           | Objekt  | Beschreibung | Akten-Nr.     | Bild    |
| -------------- | ------- | --- | ------------- | ------- |
| In Thanried () | Kapelle | Giebelständiger Satteldachbau mit eingezogener Apsis und Glockendachreiter, bezeichnet mit 1886; mit Ausstattung | D-3-72-161-22 | Kapelle |